# Gian Frederic Caderas
Gian Frederic Caderas, född 1830 och död 1891, var en schweizisk ämbetsman och tidningsman.
Caderas har på Över Engadins dialekt skrivit komedier, noveller och lyrik. Till den senar hör de populära samlingarna Fluors alpinas (1883) och Sorirs e larmas (1887).